# Lu ye
Lu ye (xinès simplificat: 绿夜, pinyin: Lüyè), comercialitzada internacionalment com Green Night és una pel·lícula de coproducció República Popular de la Xina-Hong Kong dirigida per Han Shuai del 2023. La pel·lícula es va estrenar el 18 de febrer de 2023 a la secció Panorama del 73è Festival Internacional de Cinema de Berlín.

## Argument
Dues dones solitàries i lluitadores s'uneixen en una relació d'atracció i repulsió basada en un pla comú.
L'immigrant xinesa Jin Xia treballa a la seguretat de l'aeroport de Seül. Un dia coneix una passatgera d'una línia aèria extrovertida i de cabell verd que la fascina i que no li impressiona ser palpada. Poc després s'involucra en els seus tractes ombrívols. Aviat es fa evident que les dues dones tenen més coses en comú del que semblava. S'endinsen a l'inframón de Corea del Sud i estan a la recerca d'un cop important que les pugui alliberar de la dependència. S'afirmen contra els homes que les volen utilitzar, dominar i posseir.

## Repartiment
- Fan Bingbing: Jin Xia
- Lee Joo Young: Dona de cabell verd
- Kim Young Ho: Lee Seung-hun

## Producció
Dirigida per Han Shuai, el guió va ser escrit per Han Shuai i Lei Sheng. El treball de càmera va estar en mans de Matthias Delvaux i Kim Hyun Seok, la música va ser composta per Hank Lee, i Tom Lin va ser el responsable de l'edició de la pel·lícula. La pel·lícula va ser produïda per Liu Ziyi i Wang Jing.

## Premis i nominacions
- 2023: 73è Festival Internacional de Cinema de Berlín
  - Nominada al Premi Teddy a la millor pel·lícula
- 2023: XI Asian Film Festival Barcelona
  - Premi al millor guió a la secció Panorama[4]